# واين فيرنانديز
واين فيرنانديز هو لاعب هوكي الحقل كندي، ولد في 29 ديسمبر 1978.

## وصلات خارجية
- واين فيرنانديز على موقع أوليمبيديا (الإنجليزية)
- واين فيرنانديز على موقع اللجنة الأولمبية الكندية (الإنجليزية)
- واين فيرنانديز على موقع اتحاد ألعاب الكومنولث (مؤرشف) (الإنجليزية)